# 노드호프역
노드호프(Nordhoff) 역은  로스앤젤레스 메트로 버스웨이의 G선의 역중 하나로, 샌퍼넌도밸리(San Fernando Valley) 서부의 채츠워스 근교에 위치해 있다. 이 역은 2012년 6월에 개통되었으며 메트로 G선 채츠워스 연장선의 일부로 지어졌다.
메트로 버스 8번 차고지(웨스트 샌퍼넌도밸리)는 역의 바로 서쪽에 위치해 있다. 이곳에는 모든 메트로 G선 차량이 주차되어 있고 유지 보수가 이루어지는 지정 버스 차고지이다. 채츠워스 연장 의 일부로 버스 차고지에 대한 버스전용차로 직접연결이 구축되었다.
G선역은 캐노가 애비뉴(Canoga Avenue)와 노드호프가(Nordhoff Street)의 교차로에 위치해 있다. 이 역의 편의시설에는 자전거 거치대와 27피트 모자이크 형태의 공공 미술품이 포함되어 있다. 이 역에는 주차장이 할당되지 않았다.

## 운행 정보

### 역 구조
| 동행 | G선 | 채츠워스 방면 (당역 종착)  |
| 서행 | G선 | 노스할리우드 방면 (로스코) |

### 메트로 버스웨이 운행 정보
메트로 버스웨이 G선은 매일 24시간 운행한다.

### 연결 가능한 버스노선
- 메트로 로컬: 166, 364

## 인근 역세권
- 맥스웰 버거 & 핫도그(Maxwell's Burgers & Hotdogs)
- 플라워 걸 드레스 포 리스 스토어(Flower Girl Dress For Less Store)
- 노드호프 수의과병원(Nordhoff Veterinary Hospital)
- 치치 피자(Chi-Chi's Pizza)